# FC Stockholm Internazionale
Der FC Stockholm Internazionale ist ein schwedischer Fußballverein aus Stockholm.

## Geschichte
Der FC Stockholm Internazionale wurde im Oktober 2010 gegründet und stieg insbesondere aufgrund der finanziellen Unterstützung Frederik Westers, dem CEO von Paradox Interactive, innerhalb von acht Jahren in die viertklassige Division 2 auf. Dabei standen zeitweise einige ehemalige Erst- und Zweitligaspieler wie Carlos Gaete, Daniel Hoch, Göran Marklund, Gustaf Segerström, Elias Storm oder Robin Wikman beim Klub unter Vertrag. 2021 gelang als Staffelsieger der Division 2 Norra Svealand der Sprung in die Division 1, wo sich der Klub in der Folge etablierte. Im Sommer 2023 verpflichtete der Klub den vormaligen Vorsitzenden von AIK Fotboll Manuel Lindberg. In der Drittligasaison 2024 wurde der vom vormaligen Meistertrainer Rikard Norling trainierte Klub Vizemeister der Nordstaffel hinter Umeå FC, in den anschließenden Relegationsspielen verpasste die Mannschaft durch zwei Niederlagen gegen GIF Sundsvall den Aufstieg in die Superettan.

## Trainer (Auswahl)
- Daniel Nannskog (2015)
- Filip Bergman (2016)
- Johan Mjällby (2019–2020)
- Rikard Norling (2024–)